# デイジー (映画)
『デイジー』（原題：데이지）は、2006年公開の韓国映画。香港のアンドリュー・ラウ監督によって、全編オランダロケで撮影された。日本では、2006年5月27日に全国東宝洋画系で公開。

## ストーリー
殺し屋のパクウィは、黒いチューリップを合図に、殺しを請け負う。画家の卵であるヘヨンは、デイジーの花を贈り続けてくれる男性を運命の人だと思っていた。ある日、彼女は肖像画の客としてひとりの男性と出会う。三人は、オランダ、ハーレムの広場で……

## キャスト
- ヘヨン - チョン・ジヒョン（日本語吹替：弓場沙織）
- パクウィ - チョン・ウソン（日本語吹替：三木眞一郎）
- ジョンウ - イ・ソンジェ（朝鮮語版）（日本語吹替：田中明生）
- チャン（ジョンウの先輩刑事） - チョン・ホジン（日本語吹替：野島昭生）
- チョウ（パクウィ所属組織のボス） - デヴィッド・チャン（日本語吹替：山野井仁）

## スタッフ
- 監督：アンドリュー・ラウ
- 原案・脚本：クァク・ジェヨン（ノベライゼーション：ソフトバンククリエイティブ刊）
- 音楽：梅林茂、チャン・クォンウィン
- 日本版イメージソング：「This Love」アンジェラ・アキ（エピックレコードジャパン）
- 日本版予告ナレーション： 遠藤憲一

作詞・作曲：アンジェラ・アキ　編曲：松岡モトキ＆アンジェラ・アキ
- 撮影：ン・マンチン
- 美術：ビル・ルイ
- 衣裳デザイナー：シルバー・チョン
- スタントコーディネーター：ディオン・ラム
- 提供：アミューズソフトエンタテインメント、東宝東和、読売広告社、WOWOW
- 上映時間：125分